# Stormwatch
Stormwatch ist das zwölfte Studioalbum der Progressive-Rock-Band Jethro Tull.

## Besetzung
Jethro Tull spielte das Album mit Ian Anderson, Martin Barre, John Evan, Barriemore Barlow, John Glascock und David Palmer ein. Die Texte und fast alle Kompositionen stammen, wie bei Jethro Tull üblich, von Ian Anderson, der das Album zusammen mit Robin Black auch produzierte. Palmer komponierte den Titel Elegy.
Es ist das letzte Studioalbum von Jethro Tull, an dem John Evan, Barriemore Barlow, David Palmer und John Glascock mitwirkten. Der Bassist Glascock konnte aufgrund einer Herzkrankheit nur auf drei Stücken mitspielen und starb am 17. November 1979 in London. In den übrigen Stücken spielte Anderson den Bass.

## Geschichte
Die Band nahm das Album im Frühjahr und Sommer 1979 auf. Aufnahmeorte waren, wie bei den vorherigen Alben, wieder das Maison Rouge Mobile sowie das Maison Rouge Studio in Fulham, London. Das Album wurde am 14. September 1979 veröffentlicht. 2004 erschien eine remastered CD mit den Songs der LP-Version und vier Bonustiteln.

## Album
Stormwatch gilt nach Songs from the Wood und Heavy Horses als letztes von drei Alben der Folkrock-Phase der Band. Wie seine Vorgängeralben enthält es aber auch Progressive-Rock-Elemente. Die Songtexte handeln unter anderem von der Erdölförderung in der Nordsee und vom Umweltschutz. Auch zwei Instrumentaltitel sind vorhanden.

### LP-Version
North Sea Oil ist ein schnelles, rockiges Stück mit dominierender Querflöte. Im Text wird die Rolle des Nordseeöls beschrieben, dessen Förderung Reichtum, aber auch Gefahren wie Umweltverschmutzung und Inflation hervorrufe. Das Stück Orion ist komplexer aufgebaut. Rockige Passagen wechseln sich mit akustischen Sequenzen ab. Im Hintergrund spielen Streicher. Der Sänger appelliert an das Sternbild Orion, die Räume vom Horizont bis zum Kissen des Sängers zu betrachten. Home handelt von dem wohligen Gefühl, zuhause zu sein. Es ist eine folkige Ballade, die ebenfalls von Streichern begleitet wird.
Dark Ages entstammt am ehesten dem Progressive Rock. Das Stück entwickelt sich langsam nach leisem Beginn. Dabei kommen E-Gitarre, Klavier und Querflöte auch solistisch zum Einsatz. Der Titel bezieht sich auf die zukünftige Kälte eines metaphorischen Winters, und die Apathie der Menschen angesichts dieser Gefahr. Das Lied Warm Sporran ist ein Instrumentaltitel, der nach dem schottischen Kleidungsaccessoire Sporran benannt ist, das zum Kilt getragen werden kann. Das schnell gespielte Stück beginnt jazzrockartig und erinnert dann an einen schottischen Tanz, ist aber viel komplexer. Unter anderem ist textfreier Chorgesang (nach Art der Vokalise) zu hören.
Something’s on the Move handelt von einer kommenden Eiszeit, die als weibliche Person allegorisch dargestellt wird. Der Meteorologe verkündet untertreibend, dass „etwas im Anzug“ sei. Das Stück ist ein schneller Rocksong, der von Flöte und E-Gitarre dominiert wird. Old Ghosts ist ein folkiges Stück mit akustischen Instrumenten, darunter Streichinstrumente. Das Lied hat rockige Elemente und handelt von einer drohenden Gefahr, vor der Katzen und Kinder Angst haben, während der Sänger der Gefahr trotzt, wenn auch mit Schwierigkeiten. Dun Ringill handelt von einer eisenzeitlichen Stätte auf der schottischen Insel Skye. Das Lied wird von Francis Wilson als Sprecher eingeleitet. Es ist eine folkige Ballade, die von der akustischen Gitarre begleitet wird. Der Sänger lädt eine Person ein, in Dun Ringill an alten heidnischen Ritualen teilzunehmen. Eine Zeile heißt: and the stormwatch brews.
Flying Dutchman beginnt langsam und wird nach ruhigem Beginn lauter. Das Stück entspricht einem langsamen Shanty, der jedoch durch ein Flötensolo und den Einsatz der E-Gitarre akzentuiert wird. Eine alte Frau steht am Hafen, der letzte Hering ist gefangen. Der Sänger droht denen, die die Gefahr nicht erkennen, an, mit dem Fliegenden Holländer ins Ungewisse fortfahren zu müssen. Elegy ist ein langsames Instrumentalstück mit barockem Gepräge. Keyboard, Flöte und später die E-Gitarre spielen abwechselnd das Thema. Palmer widmete das Stück seinem verstorbenen Vater.

### Bonustitel
Als Zusatztitel enthält die CD vier weitere Titel: A Stitch in Time, Crossword, Kelpie und King Henry’s Madrigal, eine Version des vom englischen König Henry VIII. im 16. Jahrhundert komponierten Madrigals Pastime with Good Company.

## Artwork
Vorder- und Rückseite des Covers bilden zusammen ein Bild. Die Vorderseite zeigt die lebensnahe Zeichnung eines bärtigen Mannes – offenbar Ian Anderson – mit Regenkleidung, Handschuhen und Fernglas. In dem Fernglas und in den Augen der Person spiegeln sich Blitze und eine Ölbohrplattform. Dies, die wehenden, nassen, teils mit Eis bedeckten Haare und die fliegenden Vögel deuten auf einen Schneesturm hin. Das grau-grünliche Bild füllt fast die gesamte Vorderseite aus, oben stehen die Namen von Band und Album, geschrieben in der damals typischen Computerschrift mit Siebensegmentanzeige. Am unteren Rand stehen vier poetische Zeilen über die „Sturmwacht“, welche zudem die gesprochene Einleitung zum Titel Dun Ringill sind.
Auf der Rückseite sind am linken Rand der Rückseite Titel, Besetzung und weitere „Credits“ vermerkt. Den Hauptteil nimmt die Zeichnung eines teils einstürzenden Gletschers und eines übergroßen Eisbären ein, der brüllend über schneebedeckte industrielle Anlagen läuft und sie dabei zerstört. Im Hintergrund sind zwei Ölplattformen auf schneebedecktem Eis zu sehen. In der oberen rechten Ecke ist eine Person im Regenmantel als Schattierung zu sehen, zudem sind wieder fliegende Vögel abgebildet. Unten rechts ist ein Teil des Regenmantels von der Vorderseite zu sehen.

## Titelliste

### Seite A
1. North Sea Oil (3:08)
2. Orion (3:55)
3. Home (2:44)
4. Dark Ages (9:07)
5. Warm Sporran (3:31)

### Seite B
1. Something’s on the Move (4:24)
2. Old Ghosts (4:20)
3. Dun Ringill (2:37)
4. Flying Dutchman (7:42)
5. Elegy (3:30)

### Bonustitel
1. A Stitch in time (3:41)
2. Crossword (3:38)
3. Kelpie (3:38)
4. King Henry’s Madrigal (2:59)

## Rezeption

### Kritiken
Bei Allmusic erhielt das Album zwei von fünf möglichen Punkten.
Bei Ultimate Classic Rock ist man der Meinung, als Demonstration technischer Versiertheit zähle das Album mit Thick as a Brick und Songs from the Wood auf einer Stufe stehend zu den beeindruckendsten Werken der Band.

### Chartplatzierungen
Stormwatch erreichte Platz 40 in Großbritannien und Platz 22 in den US-amerikanischen Billboard 200.
| ChartsChartplatzierungen       | Höchstplatzierung | Wochen |
| ------------------------------ | ----------------- | ------ |
| Deutschland (GfK)              | 8 (10 Wo.)        | 10     |
| Österreich (Ö3)                | 46 (1 Wo.)        | 1      |
| Schweiz (IFPI)                 | 42 (1 Wo.)        | 1      |
| Vereinigte Staaten (Billboard) | 22 (17 Wo.)       | 17     |
| Vereinigtes Königreich (OCC)   | 27 (4 Wo.)        | 4      |

### Auszeichnungen für Musikverkäufe
| Land/Region               | Auszeichnungen für Musikverkäufe (Land/Region, Auszeichnung, Verkäufe) | Verkäufe |
| ------------------------- | ---------------------------------------------------------------------- | -------- |
| Kanada (MC)               | Gold                                                                   | 50.000   |
| Vereinigte Staaten (RIAA) | Gold                                                                   | 500.000  |
| Insgesamt                 | 2× Gold ·                                                              | 550.000  |